# 리마 센
리마 센(힌디어: रीमा सेन, 영어: Reemma Sen, 1981년 10월 29일 ~ )은 인도의 배우, 모델이다.

## 같이 보기
- 인도 영화 배우 목록